# Aktedrilus svetlovi
Aktedrilus svetlovi is een ringworm uit de familie van de Naididae. De wetenschappelijke naam van de soort is voor het eerst geldig gepubliceerd in 1976 door Finogenova.